# Gangolf Ralinger

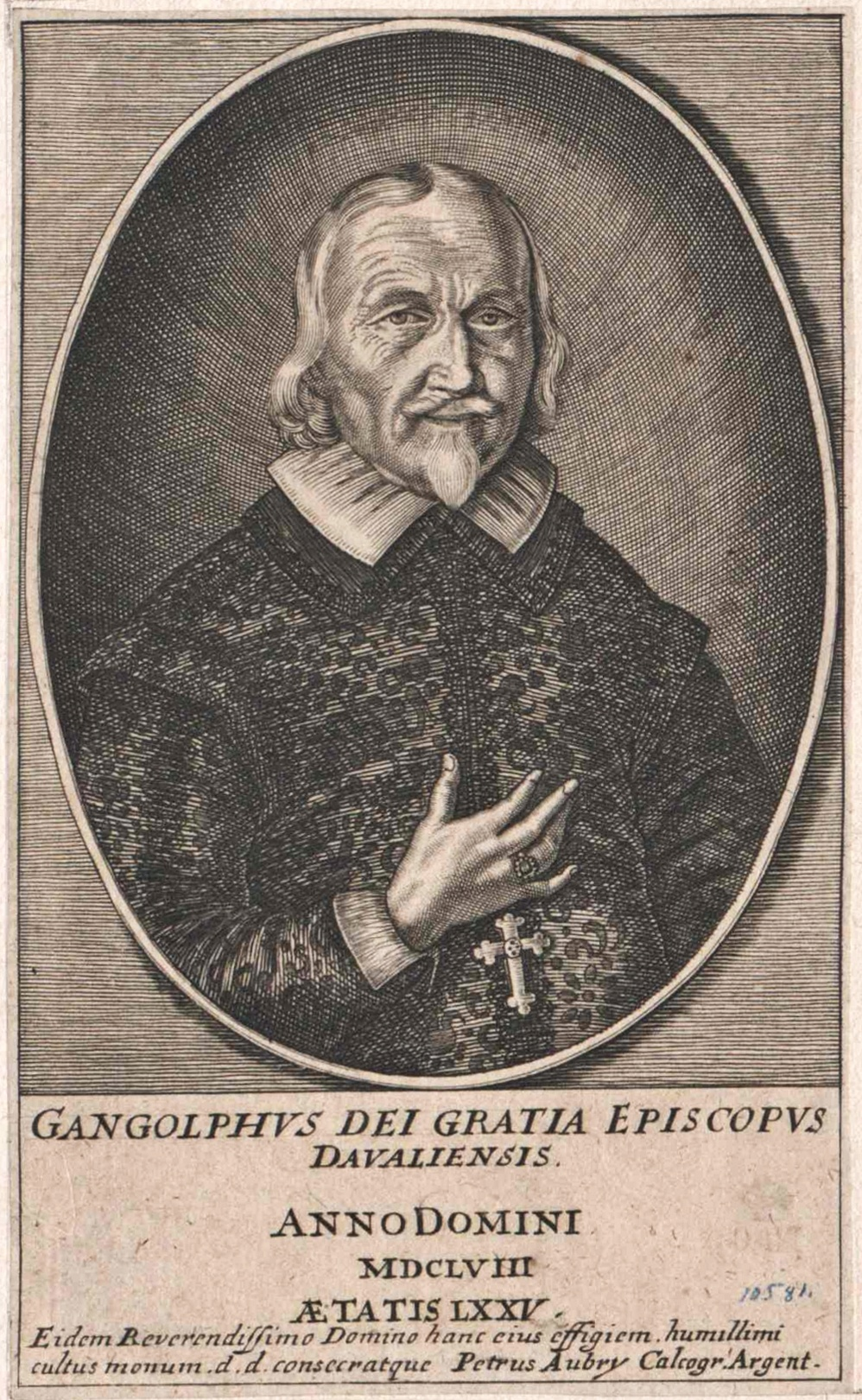
Weihbischof Gangolf Ralinger

Gangolf Ralinger zuweilen auch Railinger (* ca. 1587; † um 1663) war Weihbischof in Speyer und Titularbischof von Daulia.

## Leben und Wirken
Gangolf Ralinger war bürgerlicher Abstammung. Er scheint aus dem Trierer Raum zu kommen, wo der Familienname Ralinger geläufig ist und der Ort Ralingen mit einer früheren St. Gangolf-Kapelle existiert. Sollte Ralinger nicht sein eigentlicher Familienname sein, so leitete er ihn, einer verbreiteten Zeitsitte folgend, wohl von seinem eventuellen Geburtsort Ralingen bei Trier ab. Dafür spräche auch die öfter gebrauchte Namensvariation Railinger, die ebenfalls beim Ort Ralingen vorkommt.
Offenbar gehörte er zum Umkreis des aus der gleichen Region abstammenden Speyerer Fürstbischofs Philipp Christoph von Sötern, da dieser ihn schon 1612 mit seinen eigenen Familienangelegenheiten betraute. Von diesem Jahr an betreute Ralinger die beiden 17 und 18-jährigen Verwandten des Fürstbischofs als Präzeptor. Es waren dies die beiden Söhne des kurtrierischen Amtmannes Ludwig Alexander von Sötern und seiner Gattin Elisabeth von Nassau. Der Vater Ludwig Alexander von Sötern verstarb 1612 und sein fürstbischöflicher Cousin sandte die Neffen Philipp Christoph sowie Johann Reinhard unverzüglich unter der Obhut von Gangolf Ralinger zur Ausbildung an die Jesuitenakademie von Nancy in Pont-à-Mousson. Dort studierten sie bis mindestens 1618 unter Ralingers Aufsicht. Unterdessen avancierte dieser an Maria Geburt 1615 zum speyerischen Hofrat und taucht von da an in der Bistumsgeschichte auf. 1616 reiste er in Söterns Auftrag, mit den beiden Jungen, zum Ad-limina-Besuch nach Rom. Bei der Rückkehr aus Pont-à-Mousson  wurde Gangolf Ralinger Dekan am Germansstift Speyer, das seinen Sitz zu jener Zeit allerdings schon bei der Kirche St. Moritz hatte.
Am 20. November 1623 bestimmte Philipp Christoph von Sötern, der inzwischen auch Bischof und Kurfürst von Trier geworden war und sich überwiegend dort aufhielt, Gangolf Ralinger zum Speyerer Weihbischof. Dazu wurde er in Rom auch zum Titularbischof von Daulia ernannt. Zwischen 1624 und 1655 amtierte er zudem als Speyerer Generalvikar.
Anfang des Jahres 1629 hielt Ralinger zusammen mit Bischof von Sötern eine Visitation des Trierer Domkapitels ab, was auf ein großes Vertrauensverhältnis zwischen ihm und seinem bischöflichen Herrn schließen lässt.
Am 30. März 1655 weihte er die Altäre des Klarissenklosters in Speyer.
Die Amtsführung Gangolf Ralingers wird als streng und nachhaltig im Sinne der Reformen des Konzils von Trient beschrieben.
Es existiert eine Medaille mit dem Bildnis von Weihbischof Ralinger, ebenso ein Kupferstich von Pierre Aubry (1610–1686).
Sein Nachfolger wurde erst 1673 Johann Brassart.